# Volta à Suíça de 2014
A 78.ª edição da Volta à Suíça, foi uma competição de ciclismo de estrada que se disputou desde a 14 até 22 de junho de 2014, com um percurso de 1.322 km distribuídos em nove etapas, com início em Bellinzona e final em Saas-Fee.
A corrida fez parte do UCI WorldTour de 2014, sendo a décima-sétima competição de dito calendário.
O vencedor pelo terceiro ano consecutivo foi o Rui Costa (que ademais se fez com uma etapa). Acompanharam-lhe no pódio pelo Mathias Frank e Bauke Mollema, respectivamente.
Nas classificações secundárias impuseram-se Peter Sagan (pontos), Björn Thurau (montanha) e Belkin (equipas).

## Percorrido
A corrida teve duas cronos individuais e três jornadas de montanha, duas delas com final em alto. O percurso começou com uma contrarrelógio de 9,4 km em Bellinzona e a 2.ª etapa foi a primeira de montanha, devendo ascender ao Gotthardpass e o Furkapass, ambos de categoria especial ainda que não finalizou em alto. Depois, jornadas em media montanha e transição até chegar à 7.ª etapa em que se disputou a contrarrelógio individual de quase 25 km. A montanha voltou nas últimas duas etapas; a 8.ª foi uma etapa em maior medida plana mas finalizou com a ascensão a Verbier (HC) e a 9.ª foi a etapa rainha com 2 ascensões de 1.ª categoria (Veysonnaz e Eischoll) e o final em Saas-Fee de categoria especial.

## Equipas participantes
Tomaram parte na corrida 22 equipas: os 18 de categoria UCI ProTeam (ao ser obrigada sua participação); mais 4 categoria Profissional Continental mediante convite da organização (CCC Polsat Polkowice, IAM Cycling, MTN Qhubeka e Wanty-Groupe Gobert). A cada equipa esteve integrada por 8 ciclistas, formando assim um pelotão de 176 corredores, dos que finalizaram 121.
| Equipes ProTeam (18)- AG2R La Mondiale - Astana - Belkin - BMC Racing Team - Cannondale - Team Europcar - FDJ.fr - Garmin-Sharp - Giant-Shimano - Katusha - Lampre-Merida - Lotto-Belisol - Movistar Team - Omega Pharma-Quick Step - Orica-GreenEDGE - Sky - Tinkoff-Saxo - Trek Factory Racing Equipes profissionais Continentais (4)- CCC Polsat Polkowice - Wanty-Groupe Gobert - IAM Cycling - MTN-Qhubeka |
| |

## Etapas

### Etapa 1.14 de junho.Bellinzona-Bellinzona, 9,4 km (CRI)
|     | Ciclista           | Equipa                  | Tempo       |
| --- | ------------------ | ----------------------- | ----------- |
| 1.º | Tony Martin        | Omega Pharma-Quick Step | 13 min 48 s |
| 2.º | Tom Dumoulin       | Giant-Shimano           | a 6 s       |
| 3.º | Rohan Dennis       | Garmin-Sharp            | a 13 s      |
| 4.º | Fabian Cancellara  | Trek Factory Racing     | a 16 s      |
| 5.º | Domenico Pozzovivo | AG2R La Mondiale        | a 19 s      |

|     | Ciclista           | Equipa                  | Tempo       |
| --- | ------------------ | ----------------------- | ----------- |
| 1.º | Tony Martin        | Omega Pharma-Quick Step | 13 min 48 s |
| 2.º | Tom Dumoulin       | Giant-Shimano           | a 6 s       |
| 3.º | Rohan Dennis       | Garmin-Sharp            | a 13 s      |
| 4.º | Fabian Cancellara  | Trek Factory Racing     | a 16 s      |
| 5.º | Domenico Pozzovivo | AG2R La Mondiale        | a 19 s      |

### Etapa 2.15 de junho.Bellinzona-Sarnen, 181,8 km
|     | Ciclista          | Equipa          | Tempo           |
| --- | ----------------- | --------------- | --------------- |
| 1.º | Cameron Meyer     | Orica GreenEDGE | 5 h 08 min 18 s |
| 2.º | Philip Deignan    | Sky             | m.t.            |
| 3.º | Lawrence Warbasse | BMC Racing      | m.t.            |
| 4.º | Peter Sagan       | Cannondale      | a 14 s          |
| 5.º | Ben Swift         | Sky             | m.t.            |

|     | Ciclista      | Equipa                  | Tempo           |
| --- | ------------- | ----------------------- | --------------- |
| 1.º | Tony Martin   | Omega Pharma-Quick Step | 5 h 22 min 20 s |
| 2.º | Tom Dumoulin  | Giant-Shimano           | a 6 s           |
| 3.º | Rohan Dennis  | Garmin-Sharp            | a 13 s          |
| 4.º | Peter Sagan   | Cannondale              | a 19 s          |
| 5.º | Bauke Mollema | Belkin                  | a 22 s          |

### Etapa 3.16 de junho.Sarnen-Heiden, 202,9 km
|     | Ciclista         | Equipa          | Tempo           |
| --- | ---------------- | --------------- | --------------- |
| 1.º | Peter Sagan      | Cannondale      | 5 h 22 min 09 s |
| 2.º | Michael Albasini | Orica GreenEDGE | m.t.            |
| 3.º | Sergio Henao     | Sky             | m.t.            |
| 4.º | Bauke Mollema    | Belkin          | m.t.            |
| 5.º | Cadel Evans      | BMC Racing      | m.t.            |

|     | Ciclista      | Equipa                  | Tempo            |
| --- | ------------- | ----------------------- | ---------------- |
| 1.º | Tony Martin   | Omega Pharma-Quick Step | 10 h 44 min 34 s |
| 2.º | Tom Dumoulin  | Giant-Shimano           | a 6 s            |
| 3.º | Peter Sagan   | Cannondale              | a 14 s           |
| 4.º | Bauke Mollema | Belkin                  | a 17 s           |
| 5.º | Tom Slagter   | Garmin-Sharp            | a 23 s           |

### Etapa 4.17 de junho.Heiden-Ossingen, 160,4
|     | Ciclista           | Equipa                  | Tempo           |
| --- | ------------------ | ----------------------- | --------------- |
| 1.º | Mark Cavendish     | Omega Pharma-Quick Step | 3 h 35 min 03 s |
| 2.º | Juan José Lobato   | Movistar                | m.t             |
| 3.º | Peter Sagan        | Cannondale              | m.t             |
| 4.º | Sacha Modolo       | Lampre-Merida           | m.t             |
| 5.º | Alexander Kristoff | Katusha                 | m.t             |

|     | Ciclista      | Equipa                  | Tempo            |
| --- | ------------- | ----------------------- | ---------------- |
| 1.º | Tony Martin   | Omega Pharma-Quick Step | 14 h 19 min 41 s |
| 2.º | Tom Dumoulin  | Giant-Shimano           | a 6 s            |
| 3.º | Peter Sagan   | Cannondale              | a 10 s           |
| 4.º | Bauke Mollema | Belkin                  | a 17 s           |
| 5.º | Tom Slagter   | Garmin-Sharp            | a 23 s           |

### Etapa 5.18 de junho.Ossingen-Büren an der Aare, 183,6 km
|     | Ciclista           | Equipa        | Tempo           |
| --- | ------------------ | ------------- | --------------- |
| 1.º | Sacha Modolo       | Lampre-Merida | 4 h 08 min 06 s |
| 2.º | Peter Sagan        | Cannondale    | m.t.            |
| 3.º | John Degenkolb     | Giant-Shimano | m.t.            |
| 4.º | Alexander Kristoff | Katusha       | m.t.            |
| 5.º | José Joaquín Rojas | Movistar      | m.t.            |

|     | Ciclista      | Equipa                  | Tempo            |
| --- | ------------- | ----------------------- | ---------------- |
| 1.º | Tony Martin   | Omega Pharma-Quick Step | 18 h 27 min 47 s |
| 2.º | Tom Dumoulin  | Giant-Shimano           | a 6 s            |
| 3.º | Peter Sagan   | Cannondale              | a 10 s           |
| 4.º | Bauke Mollema | Belkin                  | a 17 s           |
| 5.º | Tom Slagter   | Garmin-Sharp            | a 23 s           |

### Etapa 6.19 de junho.Büren an der Aare-Delémont, 183,5 km
|     | Ciclista          | Equipa                  | Tempo           |
| --- | ----------------- | ----------------------- | --------------- |
| 1.º | Matteo Trentin    | Omega Pharma-Quick Step | 4 h 43 min 19 s |
| 2.º | Daniele Bennati   | Tinkoff-Saxo            | m.t.            |
| 3.º | Francesco Gavazzi | Astana                  | m.t.            |
| 4.º | Ben Swift         | Sky                     | m.t.            |
| 5.º | Peter Sagan       | Cannondale              | m.t.            |

|     | Ciclista      | Equipa                  | Tempo            |
| --- | ------------- | ----------------------- | ---------------- |
| 1.º | Tony Martin   | Omega Pharma-Quick Step | 23 h 11 min 06 s |
| 2.º | Tom Dumoulin  | Giant-Shimano           | a 6 s            |
| 3.º | Peter Sagan   | Cannondale              | a 10 s           |
| 4.º | Bauke Mollema | Belkin                  | a 17 s           |
| 5.º | Tom Slagter   | Garmin Sharp            | a 23 s           |

### Etapa 7.20 de junho.Worb-Worb, 24,7 km (CRI)
|     | Ciclista          | Equipa                  | Tempo       |
| --- | ----------------- | ----------------------- | ----------- |
| 1.º | Tony Martin       | Omega Pharma-Quick Step | 31 min 37 s |
| 2.º | Tom Dumoulin      | Giant-Shimano           | a 22 s      |
| 3.º | Rui Costa         | Lampre-Merida           | a 28 s      |
| 4.º | Fabian Cancellara | Trek Factory Racing     | a 41 s      |
| 5.º | Mathias Frank     | IAM                     | a 45 s      |

|     | Ciclista      | Equipa                  | Tempo            |
| --- | ------------- | ----------------------- | ---------------- |
| 1.º | Tony Martin   | Omega Pharma-Quick Step | 23 h 42 min 43 s |
| 2.º | Tom Dumoulin  | Giant-Shimano           | a 28 s           |
| 3.º | Rui Costa     | Lampre-Merida           | a 1 min 05 s     |
| 4.º | Mathias Frank | IAM                     | a 1 min 14 s     |
| 5.º | Ion Izagirre  | Movistar                | a 1 min 33 s     |

### Etapa 8.21 de junho.Delémont-Verbier, 219,1 km
|     | Ciclista        | Equipa          | Tempo           |
| --- | --------------- | --------------- | --------------- |
| 1.º | Esteban Chaves  | Orica GreenEDGE | 5 h 11 min 16 s |
| 2.º | Roman Kreuziger | Tinkoff-Saxo    | a 3 s           |
| 3.º | Bauke Mollema   | Belkin          | m.t.            |
| 4.º | Eros Capecchi   | Movistar        | a 16 s          |
| 5.º | Janier Acevedo  | Garmin-Sharp    | a 17 s          |

|     | Ciclista      | Equipa                  | Tempo            |
| --- | ------------- | ----------------------- | ---------------- |
| 1.º | Tony Martin   | Omega Pharma-Quick Step | 28 h 54 min 16 s |
| 2.º | Tom Dumoulin  | Giant-Shimano           | a 51 s           |
| 3.º | Rui Costa     | Lampre-Merida           | a 1 min 05 s     |
| 4.º | Mathias Frank | IAM                     | a 1 min 14 s     |
| 5.º | Bauke Mollema | Belkin                  | a 1 min 41 s     |

### Etapa 9.22 de junho.Martigny-Saas-Fee, 156,5 km
|     | Ciclista       | Equipa        | Tempo           |
| --- | -------------- | ------------- | --------------- |
| 1.º | Rui Costa      | Lampre-Merida | 4 h 13 min 14 s |
| 2.º | Bauke Mollema  | Belkin        | a 14 s          |
| 3.º | Mathias Frank  | IAM           | a 24 s          |
| 4.º | Steve Morabito | BMC Racing    | a 47 s          |
| 5.º | Oliver Zaugg   | Tinkoff-Saxo  | m.t.            |

|     | Ciclista      | Equipa                  | Tempo            |
| --- | ------------- | ----------------------- | ---------------- |
| 1.º | Rui Costa     | Lampre-Merida           | 33 h 08 min 35 s |
| 2.º | Mathias Frank | IAM                     | a 33 s           |
| 3.º | Bauke Mollema | Belkin                  | a 50 s           |
| 4.º | Tony Martin   | Omega Pharma-Quick Step | a 1 min 13 s     |
| 5.º | Tom Dumoulin  | Giant-Shimano           | a 2 min 04 s     |

## Desenvolvimento geral
A primeira contrarrelógio vencida por Tony Martin, colocou ao triplo campeão do mundo na especialidad como líder da corrida, distanciado só 6 segundos de Tom Dumoulin e 13 s de Rohan Dennis. Ao dia seguinte, as duas ascensões de categoria especial durante a etapa, não ocasionaram problemas para o alemão, já que os favoritos tomaram a etapa com a calma e a mesma se jogou entre os integrantes da fuga do dia, ficando a mãos do australiano Cameron Meyer. As seguintes jornadas as posições na geral mantiveram-se inalteráveis, chegando-se a definir em pelotão. Mark Cavendish, Sacha Modolo e Matteo Trentin, ganharam as etapas 4, 5 e 6, até chegar à contrarrelógio da 7.ª etapa. Ali novamente impôs-se Martín e Dumoulin foi 2.º, com o qual o alemão ampliou a 28 s as diferenças na geral. Enquanto o português Rui Costa com o terceiro tempo na crono, também ascendia à terceira posição na geral a 1 minuto e 5 segundos.
A 8.ª etapa, apesar da ascensão a Verbier, não trouxe consequências maiores na geral. Foi vencida pelo colombiano Esteban Chaves, quem atacou ao grupo de favoritos a falta de três km. Enquanto o líder Tony Martin, ainda que não era seu terreno favorável se manteve no mesmo grupo de Rui Costa, enquanto Dumoulin chegou 23 segundos depois, conseguindo ampliar a vantagem e conservar outro dia mais o maillot amarelo.
A corrida definiu-se na última etapa quando Rui Costa, Mathias Frank e Bauke Mollema (quem eram 3.º, 4.º e 5.º na geral) atacaram a Martin no passo Eischoll, faltando 45 km. Estes ligaram com uma fuga dianteira sacando diferenças de meio de 2 minutos, o que convertia ao português em vencedor da corrida. Enquanto Martin tentava em vão descontar, atirando do grupo no que ia, na ascensão a Saas-Fee Rui Costa lançou um ataque faltando 3 km e conseguiu manter até à final uma escassa vantagem sobre Mollema e Frank para fazer com a etapa e ganhar a sua terceira Volta à Suíça.

## Classificações finais

### Classificação geral
| Posição | Ciclista        | Equipa                  | Tempo            |
| ------- | --------------- | ----------------------- | ---------------- |
|         | Rui Costa       | Lampre-Merida           | 33 h 08 min 35 s |
| 2.º     | Mathias Frank   | IAM                     | a 33 s           |
| 3.º     | Bauke Mollema   | Belkin                  | a 50 s           |
| 4.º     | Tony Martin     | Omega Pharma-Quick Step | a 1 min 13 s     |
| 5.º     | Tom Dumoulin    | Giant-Shimano           | a 2 min 04 s     |
| 6.º     | Steve Morabito  | BMC Racing              | a 2 min 47 s     |
| 7.º     | Davide Formolo  | Cannondale              | a 3 min 00 s     |
| 8.º     | Roman Kreuziger | Tinkoff-Saxo            | a 3 min 03 s     |
| 9.º     | Janier Acevedo  | Garmin Sharp            | a 3 min 20 s     |
| 10.º    | Eros Capecchi   | Movistar                | a 3 min 46 s     |

| 11.º | Cadel Evans       | BMC Racing          | a 4 min 07 s |
| 12.º | Sergio Pardilla   | MTN Qhubeka         | a 4 min 10 s |
| 13.º | Laurens ten Dam   | Belkin              | a 4 min 55 s |
| 14.º | Rafa Valls        | Lampre-Merida       | a 5 min 27 s |
| 15.º | Thibaut Pinot     | Fdj.fr              | a 5 min 45 s |
| 16.º | Esteban Chaves    | Orica GreenEDGE     | a 5 min 54 s |
| 17.º | Thomas Degand     | Wanty-Groupe Gobert | a 6 min 04 s |
| 18.º | Marcel Wyss       | IAM                 | a 6 min 29 s |
| 19.º | Arnold Jeannesson | Fdj.fr              | a 6 min 56 s |
| 20.º | Kevin Seeldrayers | Wanty-Groupe Gobert | a 7 min 15 s |

### Classificação por pontos
| Posição | Ciclista           | Equipa                  | Pontos |
| ------- | ------------------ | ----------------------- | ------ |
|         | Peter Sagan        | Cannondale              | 88     |
| 2.º     | Bauke Mollema      | Belkin                  | 46     |
| 3.º     | Rui Costa          | Lampre-Merida           | 42     |
| 4.º     | Tony Martin        | Omega Pharma-Quick Step | 38     |
| 5.º     | José Joaquín Rojas | Movistar                | 37     |

### Classificação da montanha
| Posição | Ciclista          | Equipa   | Pontos |
| ------- | ----------------- | -------- | ------ |
|         | Björn Thurau      | Europcar | 74     |
| 2.º     | Reto Hollenstein  | IAM      | 37     |
| 3.º     | Bauke Mollema     | Belkin   | 32     |
| 4.º     | Lawrence Warbasse | Belkin   | 28     |
| 5.º     | Philip Deignan    | Sky      | 24     |

### Classificação por equipas
| Posição | Equipa        | Tempo            |
| ------- | ------------- | ---------------- |
|         | Belkin        | 99 h 38 min 25 s |
| 2.º     | Lampre-Merida | a 5 min 14 s     |
| 3.º     | BMC Racing    | a 7 min 49 s     |
| 4.º     | Fdj.fr        | a 7 min 57 s     |
| 5.º     | IAM           | a 12 min 20 s    |

## Evolução das classificações
| Etapa (Vencedor)            | Classificação geral | Classificação por pontos | Classificação da montanha | Classificação por equipas |
| --------------------------- | ------------------- | ------------------------ | ------------------------- | ------------------------- |
| Etapa 1 (CRI) (Tony Martin) | Tony Martin         | Tony Martin              | não se entregou           | Garmin Sharp              |
| Etapa 2 (Cameron Meyer)     | Tony Martin         | Peter Sagan              | Björn Thurau              | Garmin Sharp              |
| Etapa 3 (Peter Sagan)       | Tony Martin         | Peter Sagan              | Björn Thurau              | Giant-Shimano             |
| Etapa 4 (Mark Cavendish)    | Tony Martin         | Peter Sagan              | Björn Thurau              | Giant-Shimano             |
| Etapa 5 (Sacha Modolo)      | Tony Martin         | Peter Sagan              | Björn Thurau              | Giant-Shimano             |
| Etapa 6 (Matteo Trentin)    | Tony Martin         | Peter Sagan              | Björn Thurau              | Giant-Shimano             |
| Etapa 7 (CRI) (Tony Martin) | Tony Martin         | Peter Sagan              | Björn Thurau              | Giant-Shimano             |
| Etapa 8 (Esteban Chaves)    | Tony Martin         | Peter Sagan              | Björn Thurau              | Lampre-Merida             |
| Etapa 9 (Rui Costa)         | Rui Costa           | Peter Sagan              | Björn Thurau              | Belkin                    |
| Final                       | Rui Costa           | Peter Sagan              | Björn Thurau              | Belkin                    |

## UCI World Tour
A Volta à Suíça outorgou pontos para o UCI World Tour de 2014, somente para corredores de equipas UCI ProTeam. As seguintes tabelas são o barómetro de pontuação e os corredores que obtiveram pontos:
| Posição             | 1.º | 2.º | 3.º | 4.º | 5.º | 6.º | 7.º | 8.º | 9.º | 10.º |
| Classificação geral | 100 | 80  | 70  | 60  | 50  | 40  | 30  | 20  | 10  | 4    |
| Por etapa           | 6   | 4   | 2   | 1   | 1   |     |     |     |     |      |

| Ciclista        | Equipa                  | Pontos |
| --------------- | ----------------------- | ------ |
| Rui Costa       | Lampre-Merida           | 108    |
| Bauke Mollema   | Belkin                  | 77     |
| Tony Martin     | Omega Pharma-Quick Step | 72     |
| Tom Dumoulin    | Giant-Shimano           | 58     |
| Steve Morabito  | BMC Racing              | 41     |
| Davide Formolo  | Cannondale              | 30     |
| Roman Kreuziger | Tinkoff-Saxo            | 24     |
| Peter Sagan     | Cannondale              | 14     |
| Janier Acevedo  | Garmin-Sharp            | 11     |
| Sacha Modolo    | Lampre-Merida           | 7      |

| Resto de corredores | Resto de corredores     | Resto de corredores | Resto de corredores |
| ------------------- | ----------------------- | ------------------- | ------------------- |
| Ciclista            | Equipa                  | Pontos              |                     |
| Mark Cavendish      | Omega Pharma-Quick Step | 6                   |                     |
| Esteban Chaves      | Orica GreenEDGE         | 6                   |                     |
| Cameron Meyer       | Orica GreenEDGE         | 6                   |                     |
| Matteo Trentin      | Omega Pharma-Quick Step | 6                   |                     |
| Eros Capecchi       | Movistar                | 5                   |                     |
| Michael Albasini    | Orica GreenEDGE         | 4                   |                     |
| Daniele Bennati     | Tinkoff-Saxo            | 4                   |                     |
| Philip Deignan      | Sky                     | 4                   |                     |
| Juan José Lobato    | Movistar                | 4                   |                     |
| Fabian Cancellara   | Trek Factory Racing     | 2                   |                     |
| John Degenkolb      | Giant-Shimano           | 2                   |                     |
| Rohan Dennis        | Garmin-Sharp            | 2                   |                     |
| Francesco Gavazzi   | Astana                  | 2                   |                     |
| Sergio Henao        | Sky                     | 2                   |                     |
| Alexander Kristoff  | Lampre-Merida           | 2                   |                     |
| Ben Swift           | Sky                     | 2                   |                     |
| Lawrence Warbasse   | BMC Racing              | 2                   |                     |
| Cadel Evans         | BMC Racing              | 1                   |                     |
| Domenico Pozzovivo  | AG2R La Mondiale        | 1                   |                     |
| José Joaquín Rojas  | Movistar                | 1                   |                     |
| Oliver Zaugg        | Tinkoff-Saxo            | 1                   |                     |